# Tipula (Lunatipula) cornicula
Tipula (Lunatipula) cornicula is een tweevleugelige uit de familie langpootmuggen (Tipulidae). De soort komt voor in het Palearctisch gebied.